# Jenkins County
Das Jenkins County ist ein County im Bundesstaat Georgia der Vereinigten Staaten. Der Verwaltungssitz (County Seat) ist Millen.

## Geographie
Das County liegt im Osten von Georgia, im Nordosten etwa 35 km von South Carolina entfernt und hat eine Fläche von 913 Quadratkilometern, wovon sieben Quadratkilometer Wasseroberfläche sind, und grenzt im Uhrzeigersinn an folgende Countys: Screven County, Bulloch County, Emanuel County und Burke County.

## Geschichte
Jenkins County wurde am 17. August 1905 als 138. County in Georgia aus Teilen des Bulloch County, des Burke County, des Emanuel County und des Screven County gebildet. Benannt wurde es nach dem Gouverneur Charles J. Jenkins, einem Politiker und Gouverneur des Bundesstaates Georgia von 1865 bis 1868.
Die Millen Big Buckhead Church, erbaut 1830, ist eines der ältesten Gebäude in Georgia. Der Ort Millen wurde auch Seventy-Nine oder Old 79 genannt, auf Grund seiner Entfernung von Savannah.

## Demografische Daten
Laut der Volkszählung von 2010 verteilten sich die damaligen 8340 Einwohner auf 3192 bewohnte Haushalte, was einen Schnitt von 2,59 Personen pro Haushalt ergibt. Insgesamt bestehen 4221 Haushalte.
67,8 % der Haushalte waren Familienhaushalte (bestehend aus verheirateten Paaren mit oder ohne Nachkommen bzw. einem Elternteil mit Nachkomme) mit einer durchschnittlichen Größe von 3,16 Personen. In 34,7 % aller Haushalte lebten Kinder unter 18 Jahren sowie in 29,9 % aller Haushalte Personen mit mindestens 65 Jahren.
30,0 % der Bevölkerung waren jünger als 20 Jahre, 22,4 % waren 20 bis 39 Jahre alt, 26,2 % waren 40 bis 59 Jahre alt und 21,6 % waren mindestens 60 Jahre alt. Das mittlere Alter betrug 38 Jahre. 47,5 % der Bevölkerung waren männlich und 52,5 % weiblich.
54,9 % der Bevölkerung bezeichneten sich als Weiße, 40,5 % als Afroamerikaner, 0,3 % als Indianer und 0,4 % als Asian Americans. 2,6 % gaben die Angehörigkeit zu einer anderen Ethnie und 1,3 % zu mehreren Ethnien an. 4,0 % der Bevölkerung bestand aus Hispanics oder Latinos.
Das durchschnittliche Jahreseinkommen pro Haushalt lag bei 24.604 USD, dabei lebten 33,8 % der Bevölkerung unter der Armutsgrenze.

## Kultur und Sehenswürdigkeiten

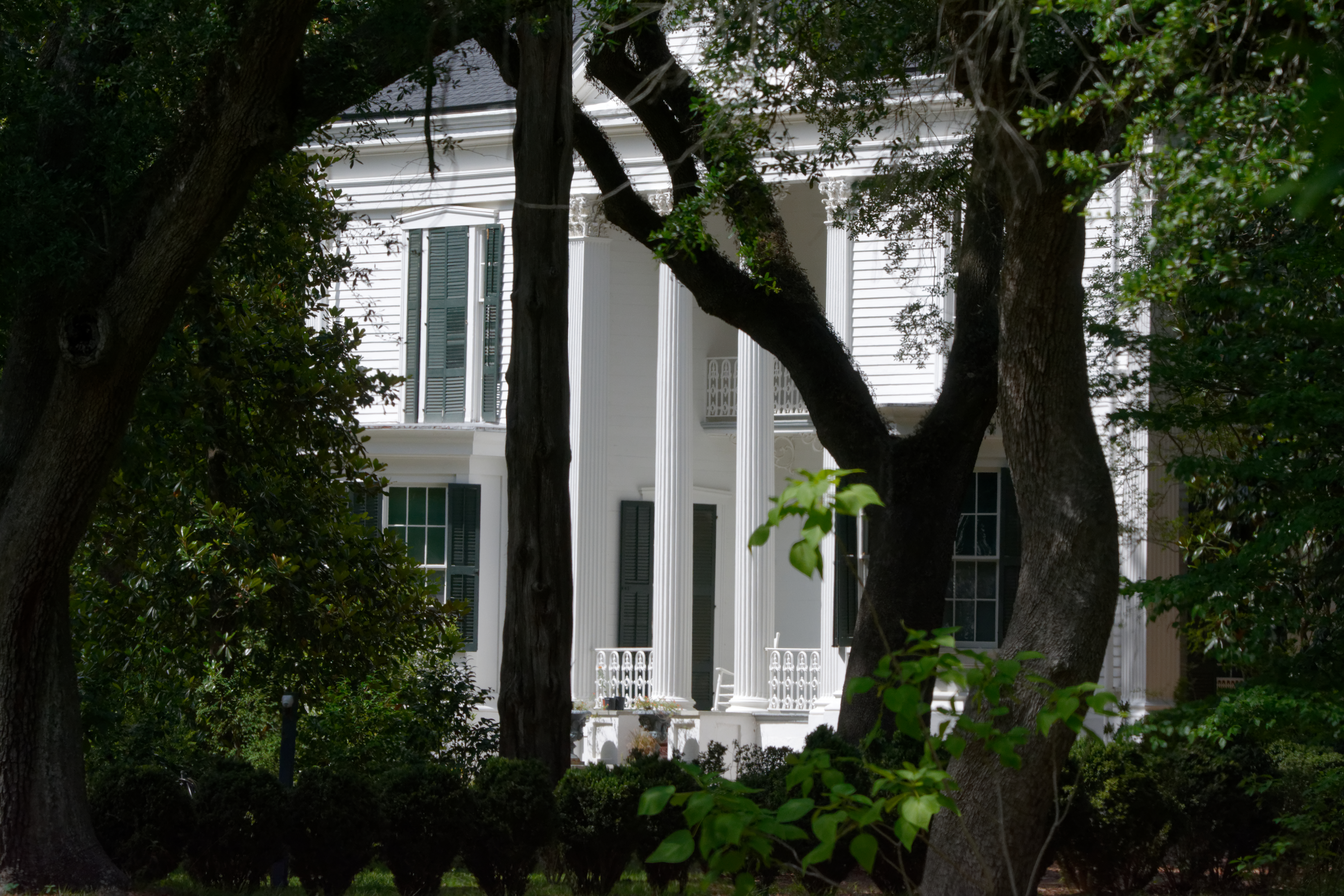
Birdsville Plantation bei Millen (2017). Der Historic District ist 20 ha groß und besitzt zehn Objekte, die zur Schutzwürdigkeit beitragen (Contributing Properties). Das Herrenhaus entstand um das Jahr 1789 und überstand Shermans Marsch zum Meer 1864 unbeschädigt. Im April 1971 wurde die Birdsville Plantation als erstes Objekt des County in das NRHP eingetragen.

Sechs Bauwerke, Stätten und historische Bezirke (Historic Districts) im Jenkins County sind im National Register of Historic Places („Nationales Verzeichnis historischer Orte“; NRHP) eingetragen (Stand 30. Januar 2024), neben dem Gerichts-Verwaltungsgebäude des County sind dies unter anderem der historische Ortskern von Millen und eine ehemalige Plantage.

## Orte im Jenkins County
Orte im Jenkins County mit Einwohnerzahlen der Volkszählung von 2010:
City:
- Millen (County Seat) – 3120 Einwohner

Census-designated place:
- Perkins – 91 Einwohner